# I spit on your grave
I Spit On Your Grave, titulada originalmente Day of the Woman (titulada La violencia del sexo o El día de la mujer en España) fue una de las primeras películas que experimentó con el género splatter o como también se llamó en su día «ultraviolencia». Fue censurada en la mayoría de los países en los que fue distribuida durante años, casi décadas en algunos de los casos.
Fue dirigida en 1978 por Meir Zarchi (nacido en 1934), que se casó posteriormente con la protagonista de esta película, Camille Keaton. 
La película cuenta la historia de Jennifer Hills, una escritora de ficción residente en la ciudad de Nueva York que se venga de cada uno de sus torturadores después de que cuatro hombres la violan en grupo y la dejan por muerta.
I Spit on Your Grave destaca por su muy controvertida representación de violencia gráfica extrema, en particular las largas representaciones de violación en grupo, que ocupan 30 minutos del tiempo de ejecución de la película. Durante su lanzamiento más amplio, la película fue catalogada como un "vídeo desagradable" en el Reino Unido, y fue objeto de censura por parte de los organismos encargados del cine. Como tal, el crítico de cine Roger Ebert se convirtió en uno de los detractores más notables de la película, llamándola «una bolsa de basura vil». La película sigue siendo muy controvertida hasta el día de hoy, estando considerada una de las peores películas jamás hechas. Para algunos, es esta controversia la que la ha llevado a ser considerado un clásico de culto. A pesar de la controversia y las críticas negativas, la actuación de Camille Keaton fue elogiada por la crítica. La actriz fue galardonada ese mismo año en el Festival de Cine de Sitges, que se celebra en la población costera catalana de Sitges.

## Sinopsis
La película trata acerca de una joven escritora, Jennifer Hills, que pasa sus vacaciones en una casa alquilada en un escondido pueblo americano para aislarse y escribir su nueva novela. Apenas lleva dos días allí cuando unos hombres del pueblo la persiguen, violan y humillan repetidas veces. Uno de ellos tiene que matarla, pero no lo hace. Mientras todos piensan que está muerta, ella vuelve para vengarse violentamente.

## Reparto
- Camille Keaton - Jennifer
- Eron Tabor - Johnny
- Richard Pace - Matthew Lucas
- Anthony Nichols - Stanley
- Gunter Kleemanns - Andy

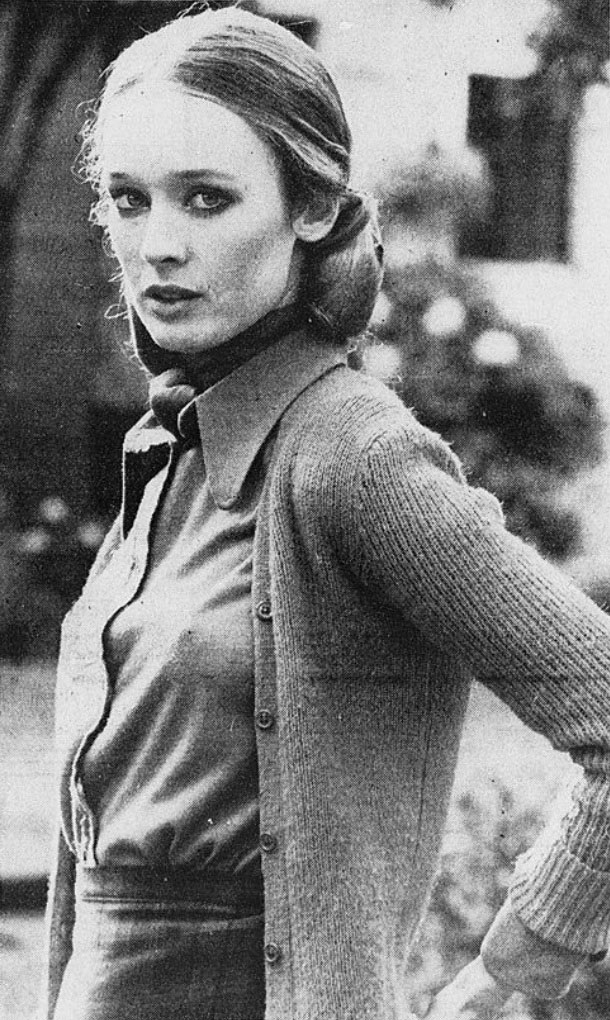
Camille Keaton como la escritora Jennifer Hills.

- Alexis Magnotti - la esposa del ayudante
- Tammy Zarchi - niño
- Terry Zarchi - niño
- Traci Ferrante - camarera
- William Tasgal - Porter
- Isaac Agami - carnicero
- Ronit Haviv - Chica del supermercado

## Producción

### Guion
La inspiración para I Spit on Your Grave vino de un encuentro que el escritor y director Meir Zarchi tuvo en 1974 con una joven que fue violada y golpeada por dos hombres en un parque en la ciudad de Nueva York. La idea no comenzó a desarrollarse por completo hasta que Yuri Haviv, el director de fotografía de la película, invitó a Zarchi a pasar el fin de semana en una casa de verano que había alquilado en Kent (Connecticut), que contiene una extensión del Río Housatonic cercano. Zarchi finalmente eligió filmar en estos lugares porque proporcionaron una atmósfera de paz y tranquilidad para la heroína de la película, Jennifer Hills.

### Casting
Para elegir a las estrellas, Zarchi publicó un anuncio publicitario en la revista Backstage que buscaba a una mujer y cuatro hombres de 20 años para protagonizar una producción de bajo presupuesto. Camille Keaton fue una de las más de 4000 actrices que audicionó para el papel de Jennifer. Zarchi organizó una entrevista para Keaton y descubrió que era una "actriz experimentada" y también "bella y fotogénica". Después de una serie de audiciones para probar la idoneidad de Keaton para el papel, Zarchi estaba convencido de que podía interpretarlo de manera efectiva.

### Distribución
Originalmente la película fue llamada Day of the Woman (El día de la mujer); sin embargo, Zarchi no pudo encontrar un distribuidor, por lo que distribuyó la película él mismo. Day of the Woman se presentó en varios autocines rurales y solo por breves períodos, con lo que Zarchi apenas recuperó el dinero que había gastado en publicidad. En 1980, fue elegido para su distribución por "Jerry Gross Organization". Una condición de este relanzamiento fue que los distribuidores podían cambiar el título por el que quisiesen. Fue en este momento que la película fue retitulada I Spit on Your Grave.

## Censura y prohibición de la película
Países como Irlanda, Noruega, Islandia y Alemania Occidental la prohibieron por considerar que «glorifica la violencia contra la mujer». 
También Canadá prohibió la película, pero en la década de 1990 permitió que algunas provincias decidieran acerca de levantar la censura contra la película. Desde 1998, algunas provincias (como Manitoba, Nueva Escocia y Quebec) han permitido la difusión de la película, con un índice que refleje su contenido.
La versión censurada estadounidense de la película se estrenó en Australia en 1982 con una calificación R 18 +. En 1987 los responsables de la película apelaron contra la prohibición de la misma. Continuó siendo vendida hasta 1997, cuando otra re-clasificación causó prohibición en Australia. En 2004, la versión sin cortes se clasificó con un R 18 +, lo que supuso el levantamiento de la prohibición de distribuirla durante siete años. La Oficina de clasificación del cine y la literatura de Australia justificó esta decisión bajo el razonamiento de que la castración no es violencia sexual (la ley de censura de Australia prohíbe la emisión de películas que muestren escenas de violencia sexual como aceptable o justificado).
En el Reino Unido la película fue calificada de "video nasty". Apareció en la lista elaborada por la fiscalía general (Director of Public Prosecutions) hasta 2001, cuando una versión muy definida fue liberada con una clasificación para mayores de 18 años.
En Nueva Zelanda, la versión sin cortes de la película (101 minutos) se clasificó en 1984 con una R20, con la nota descriptiva «contiene violencia gráfica, el contenido puede molestar». Otras versiones más reducidas (96 minutos) también fueron clasificados en 1984 y 1985 con la misma clasificación.

## Secuelas
En 1993, una secuela no oficial titulada Savage Vengeance fue puesto en libertad directo a DVD, con Camille Keaton acreditada como "Vickie Kehl" repitiendo su papel de Jennifer Hills,  
La secuela oficial de la película se estrenó en 2019, bajo el título de I Spit on your Grave: deja vu, nuevamente con Camille Keaton interpretando a Jennifer Hills.

## Remake
Una nueva versión de este clásico fue lanzada el 8 de octubre de 2010. Fue exhibida únicamente en 20 salas de Estados Unidos, por no obtener una calificación a causa de que el director rehusó cortar escenas de tortura y gore excesivamente crueles y violentas, por lo que fue titulada I Spit on Your Grave: Unrated.